# Sísif
En la mitologia grega, Sísif (Σίσυφος) fou fundador i rei d'Efira (nom antic de Corint). Era fill d'Èol i d'Enàrete. Es va casar amb la plèiade Mèrope. Va ser el pare de Glauc (déu marí) i d'Halmos, juntament amb Mèrope; i segons algunes fonts (posteriors) fou també pare d'Odisseu amb Anticlea, abans que aquesta es casés amb el seu últim marit, Laertes.
Es deia que havia fundat els Jocs ístmics en honor de Melicertes, el cos del qual havia trobat estès a la platja de l'istme de Corint.
Va ser promotor de la navegació i el comerç, però també avariciós i mentider. Va recórrer a mètodes il·lícits, entre els quals l'assassinat de viatgers i caminants, per augmentar la seva riquesa. Des dels temps d'Homer, Sísif tingué fama de ser el més astut dels humans. Quan Tànatos anà a buscar-lo, Sísif li va posar grillons, per la qual cosa ningú morí fins que Ares vingué, alliberà Tànatos, i posà Sísif sota la seva custòdia.
Però Sísif encara no havia esgotat tots els seus recursos. Abans de morir, digué a la seva muller que quan ell marxés no oferís el sacrifici habitual als morts. Així ho va fer i a l'infern es queixà que la seva dona no complia amb els deures habituals, i va convèncer Hades perquè li permetés tornar al món superior i així dissuadir-la. Però, quan anà a Corint, refusà de qualsevol manera retornar a l'infern, fins que Hermes a la força l'obligà a tornar-hi.
A l'infern, Sísif va ser obligat a empènyer una pedra enorme pendent amunt per un vessant costerut, però abans d'arribar al cim de la muntanya la pedra sempre rodava cap avall, i Sísif havia de tornar a començar de nou des del principi (L'Odissea, xi. 593). El motiu d'aquest càstig és esmentat per Homer, i resulta obscur (alguns suggereixen que és un càstig irònic de part de Minos: Sísif no volia morir i mai morirà, però a canvi d'un alt preu i només descansarà en pau fins a haver-lo pagat). Segons alguns, havia revelat els designis dels déus als mortals. D'acord amb d'altres, es deu al seu hàbit d'atacar i assassinar viatgers. També es diu que encara després de vell i cec seguiria amb el seu càstig. Aquest assumpte va ser un tòpic freqüent en els escriptors antics, i va ser representat pel pintor Polignot als seus frescos de Delfos (Pausànies, x. 31).
D'acord amb la teoria solar, Sísif és el disc del sol que surt cada matí i després s'enfonsa sota l'horitzó. D'altres hi veuen una personificació de les ones pujant fins a certa alçada i llavors caient bruscament, o del perillós mar. Welcker ha suggerit que la llegenda és un símbol de la vana lluita humana per assolir la saviesa. S. Reinach (Revue archéologique, 1904) situa l'origen de la història en una pintura, en què Sísif era representat pujant una enorme pedra per l'Acrocorint, símbol del treball i el talent involucrat en la construcció del Sisypheum. Quan es va fer una distinció entre les ànimes de l'infern, es va suposar que Sísif estava empenyent perpètuament la pedra vessant amunt com a càstig per alguna ofensa comesa a la Terra, i es van inventar diferents raons per explicar-la.
El mite de Sísif s'explicava també d'una manera diferent, segons un fragment d'Higí, força incomplet, que no aclareix totalment la història. Narra Higí que Sísif odiava profundament el seu germà Salmoneu, i que va preguntar a l'oracle d'Apol·lo de quina manera podia matar el seu "enemic", referint-se al seu germà. Apol·lo li va respondre que trobaria qui el vengés si donava fills a la seva pròpia neboda Tiro, filla de Salmoneu. Sísif es va convertir en amant de Tiro i aquesta li va donar dos bessons. Però Tiro va conèixer l'oracle i va matar els seus fills acabats de néixer. Aquí hi ha una llacuna al text, i quan s'acaba, trobem Sísif empenyent la pedra als inferns "per culpa de la seva impietat".